# Rudebox
Rudebox е седмият самостоятелен албум на британския поп-певец Роби Уилямс и е издаден на 23 октомври 2006 г. Албумът получава смесени реакции, но все пак заема челното място в чартовете в Великобритания, Швейцария, Австралия, Германия, Испания, Мексико и др. Още първата седмица след пускането си на пазара, Rudebox е купен над 380 000 пъти само във Великобритания.

## Списък на песните
- 1. Rudebox
- 2. Viva Life On Mars
- 3. Lovelight
- 4. Bongo Bong and Je Ne T'Aime Plus
- 5. She's Madonna
- 6. Keep On
- 7. Good Doctor
- 8. The Actor
- 9. Never Touch That Switch
- 10. Louise
- 11. We Are The Pet Shop Boys
- 12. Burslem Normals
- 13. Kiss Me
- 14. The 80's
- 15. The 90's
- 16. Summertime
- 17. Dickhead